# Janské Lázně
Janské Lázně ([ˈjanskɛː ˈlaːzɲɛ]) (deutsch Johannisbad) ist ein Kurort im tschechischen Riesengebirge.

## Geographie

### Geographische Lage
Die Kleinstadt liegt auf einer mittleren Höhe von 519 m n.m. in einem Nebental des Flusses Úpa (Aupa). Nächste Stadt und Bahnstation ist das drei Kilometer östlich gelegene Svoboda nad Úpou. Hausberg von Janské Lázně ist der Černá hora (Schwarzenberg) mit 1299 m n.m.

### Stadtgliederung
Die Stadt besteht aus dem ursprünglichen Johannisbad und dem Ortsteil Černá Hora (Schwarzenberg).

## Geschichte

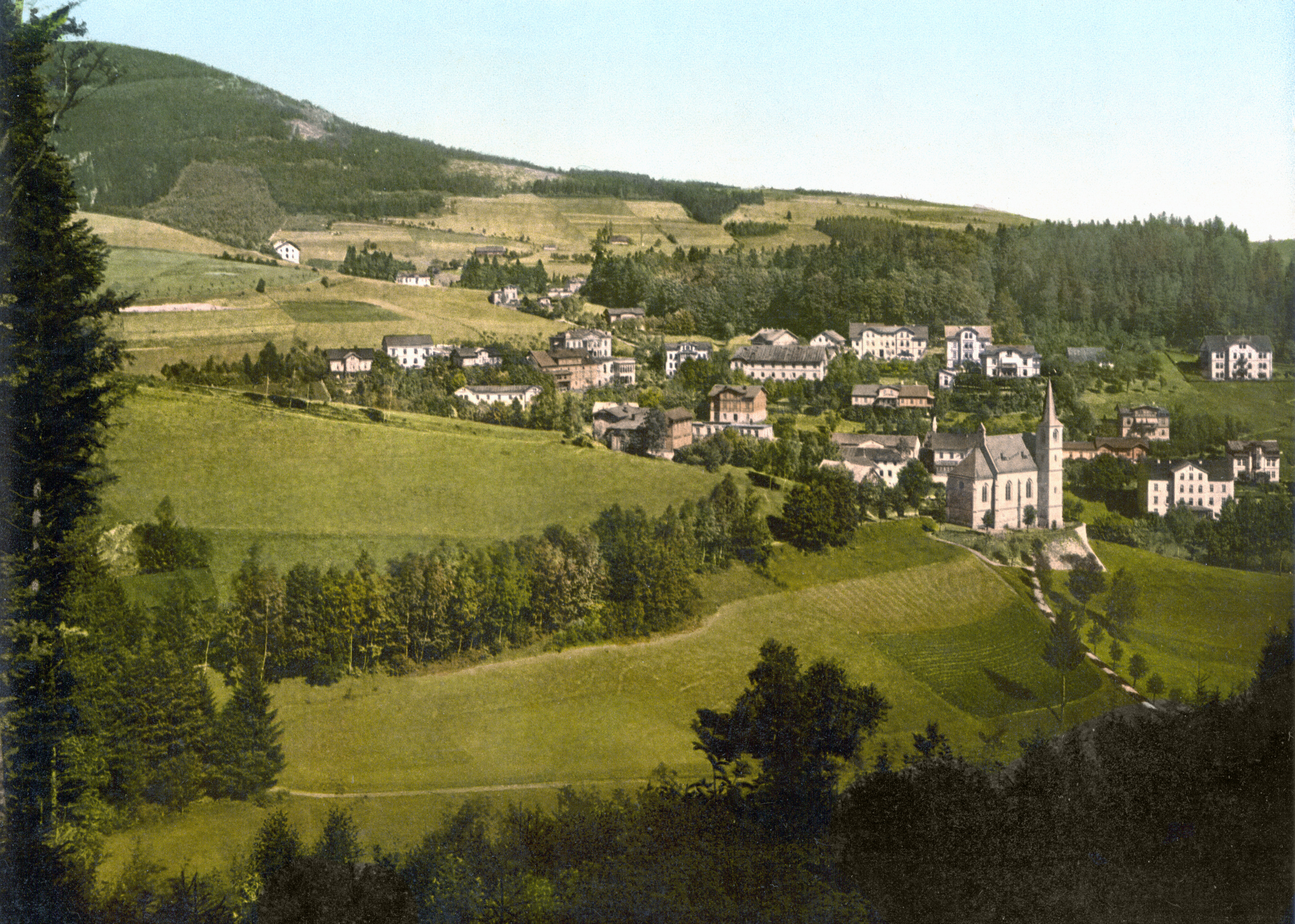
Johannisbad um 1900

Der Legende nach soll die Thermalquelle mit 29,6 °C im Jahr 1006 von Johann von Chotkow (Jan z Chockova), Knappe des Ritters Albrecht von Trautenberg, entdeckt und nach ihm benannt worden sein. Historiker halten es jedoch eher für wahrscheinlich, dass Prospektoren auf der Suche nach Lagerstätten von Erzen und Edelmetallen die Quelle im 11. Jahrhundert entdeckt haben. Das sprudelnde Wasser wurde danach für den Antrieb eines Wasserrades mit angeschlossenem Eisenhammer verwendet, mit dem Erze zerkleinert wurden.
Erste Aufzeichnungen über die Nutzung der heißen Quelle des Johannisbads zu gesundheitlichen Zwecken sind aus dem Jahr 1300 überliefert, als es im Besitz der Familie Silvar von Silberstein war. In Reiseberichten des päpstlichen Legaten Aeneas Sylvius Piccolomini, des späteren Papstes Pius II. aus dem Jahr 1451 ist das Johannisbad ebenfalls genannt. Neben dem Bad entwickelte sich ein Dorf, das erstmals 1552 urkundlich erwähnt wurde.
Wegen ihrer Beteiligung am böhmischen Ständeaufstand wurden die Silvar von Silberstein nach der Schlacht am Weißen Berg vom Kaiser enteignet. Ihre Besitzungen wurden 1623 von der Böhmischen Kammer an Albrecht von Waldstein verkauft, der es jedoch im Jahre 1628 aus Geldmangel an ausländische Adelige verpfändete.
Nachdem Johann Adolf I. Fürst zu Schwarzenberg die Herrschaft Wildschütz mit dem wüsten Schloss Silberstein erworben hatte, ließ er im Jahr 1673 in der Nähe der Quelle die Johannis-Kapelle errichten und 1677 die ersten sechs Bade-Gebäude erbauen. Gleichzeitig hatte er den Arzt Georg Ignaz Hettmayer beauftragt, die Heilwirkung der Thermalquelle wissenschaftlich zu untersuchen und die Ergebnisse zu veröffentlichen. Nachdem das Hammerwerk im Jahr 1495 abgebrannt war, wurde es damals durch eine Wassermühle ersetzt. Das Dorf vergrößerte sich durch die genannten Aktivitäten, so dass im Jahr 1685 bereits 22 Häuser, die Mühle, ein Gasthaus und ein Kurhaus dokumentiert sind.
Die Auswirkungen des Siebenjährigen Kriegs führten schließlich dazu, dass Johannisbad aus der weltlichen Herrschaft der Schwarzenberger gelöst wurde. Tatsächlich tauschte Johann Nepomuk Fürst von Schwarzenberg 1789 die Herrschaft gegen Klostergüter in Zlatá Koruna und Borovany (Südböhmen) ein. Johannisbad und die Herrschaft Wildschütz-Hermannseifen mit ihren 13 untertänigen Orten wurden Eigentum des von Kaiser Joseph II. verwalteten Religionsfonds. Diese Herrschaft erwarb 1790 der Leinenhändler Johann Franz Theer aus Arnau (1794 zum Freiherren von Silberstein geadelt). Dessen kinderlose Nachkomme Freiherr Eduard von Silberstein († 1861) übertrug seinen Besitz in eine Stiftung zu Gunsten von Studenten der Universitäten Prag und Wien, sodass das Johannisbad unter k.k. Domänenverwaltung kam.
Im Mai 1868 ging die Herrschaft Wildschütz in den Besitz des Kommerzienrates Hugo Wihard aus Liebau in Schlesien, der Johannisbad und einige Wälder wenige Tage später für 150.000 fl. an die Fabrikbesitzer Franz und Friedrich Steffan aus Arnau verkaufte. 1869 wurde Johannisbad von Freiheit (Svoboda nad Úpou) getrennt und zur selbstständigen politische Gemeinde; auch wurde eine Telegraphenstation und eine Wandelhalle errichtet. Mit der 1871 eröffneten Nebenbahnstrecke von Trautenau nach Freiheit erfolgte der Anschluss an das europäische Eisenbahnnetz. 1873 wurde durch Ministerialerlass der bisherige Name Johannisbrunn in Johannisbad geändert. Im Jahre 1881 wurde Johannisbad Marktgemeinde, 1893 wurde eine Trinkwasserleitung aus Hochquellen gebaut und der Kurplatz erhielt 1896 elektrische Beleuchtung.
1897 kam es durch die Hochwasserkatastrophe im nahegelegenen Aupatal, bei der viele Brücken zerstört wurden, zu Rückgängen der Zahl der Kurgäste. Durch Gemeinderatsbeschluss 1902 kaufte die Marktgemeinde für 1.010.000 K rückwirkend zum 1. Jänner 1901 von der Familie Steffan die Bäder, auch alle Badeeinrichtungen, Grundstücke und Quellen.
Eine speziell gegründete „Aktiengesellschaft Johannisbad“ (gegr. 1920) übernahm fortan die Entwicklung des Kurbetriebs, umfangreiche Investitionen folgten und Johannisbad wurde zu einem bekannten Kurort. Im Jahr 1905 entstand eine Kolonnade im Neorenaissance-Stil.
Im Jahr 1925 wurden einige Wintersportler in Johannisbad untergebracht, als die Nordischen Skiweltmeisterschaften in der Umgebung stattfand. Eine medizinische Heilanstalt zur Behandlung und Nachsorge von Kinderlähmung (lat. poliomyelitis anterior acuta) wurde 1935 in Johannisbad nach dem Vorbild von Warm Springs (Georgia) eröffnet. 1937 fanden die Winterspiele der Arbeiterolympiade statt. Einige der Kureinrichtungen dienten im Zweiten Weltkrieg als Lazarett und zur Unterbringung von Flüchtlingen aus den deutschen Ostgebieten. Nach dem Krieg sollte das Bad im Rahmen des Marshallplans vollständig umgebaut und modernisiert werden, doch mit der Errichtung der Volksrepublik Tschechoslowakei im Jahr 1948 entfielen diese Pläne. Dagegen wurden nun einige Hotels und Pensionen zu Gewerkschaftserholungsheimen umgebaut. Die beiden Gemeinden Černá Hora und Janské Lázně fusionierten in dieser Zeit, im Jahr 1965 wurden dem Ort die Stadtrechte verliehen.

## Kultur und Sehenswürdigkeiten
Bauwerke
- Kath. Pfarrkirche Johannes der Täufer
- Evangelische Kirche
- Kolonnaden
- Kurhäuser
- Aussichtsturm auf dem Černá Hora (Schwarzenberg, 1299 m).

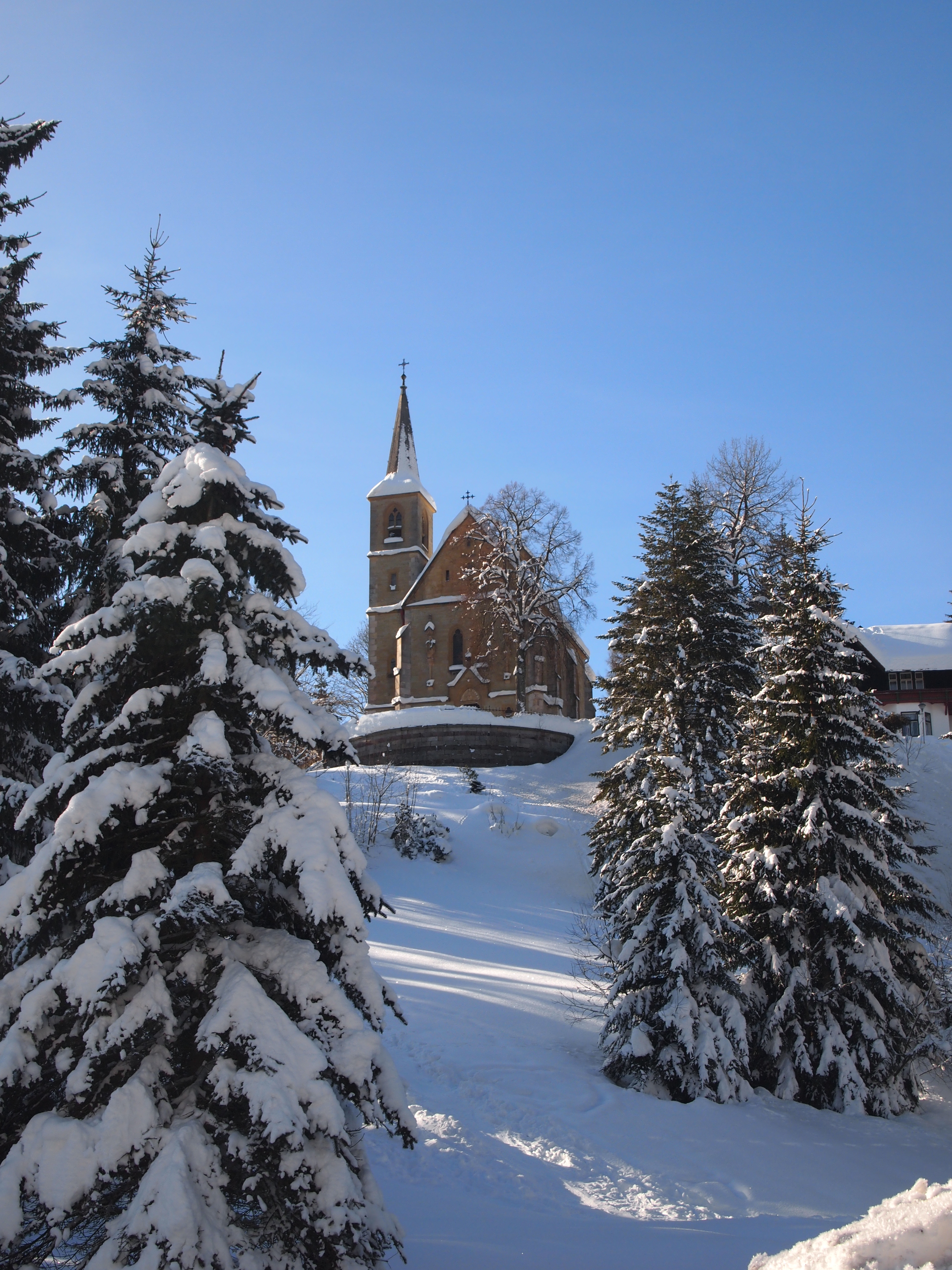
Pfarrkirche
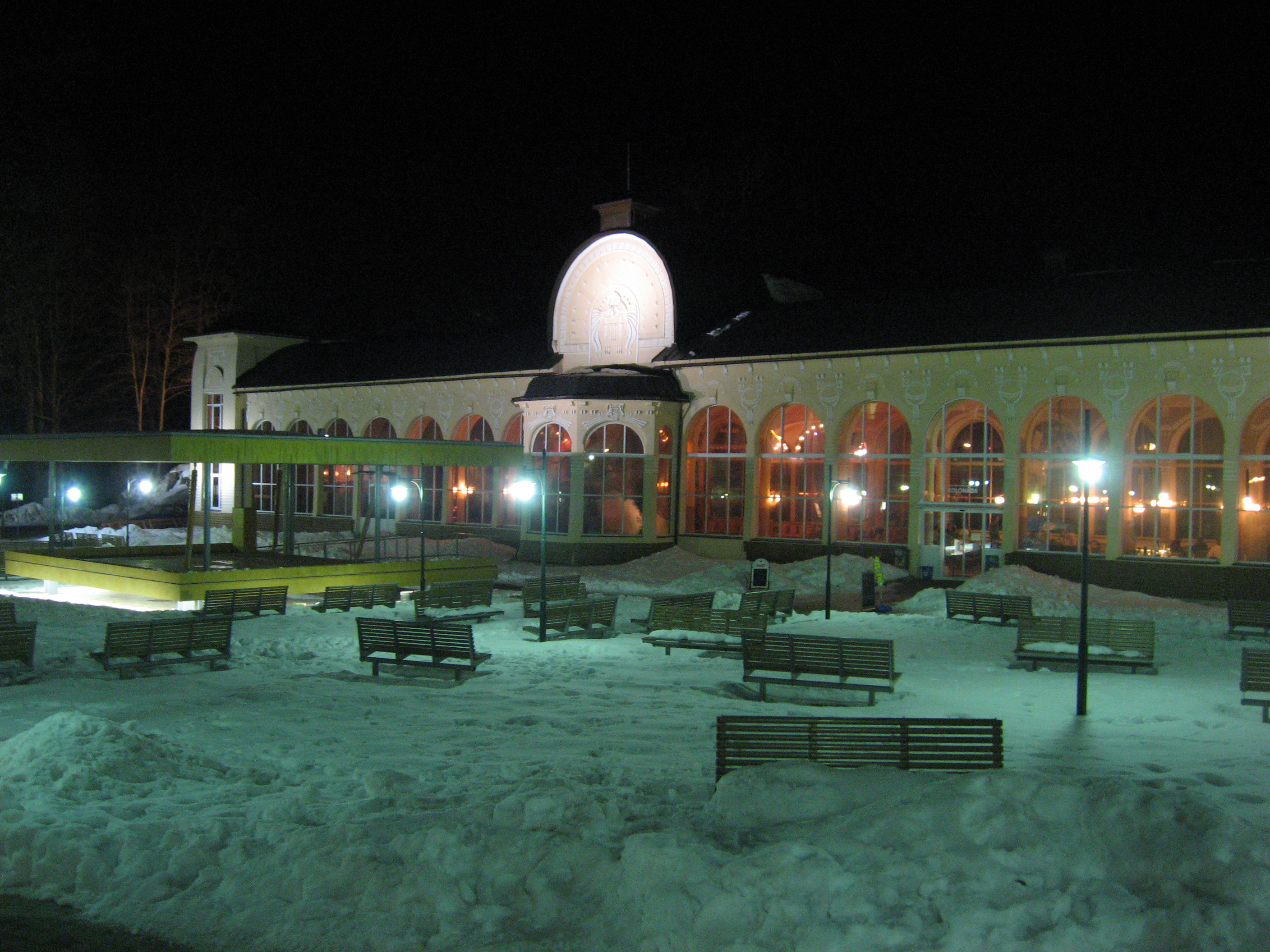
Kurkolonnade bei Nacht
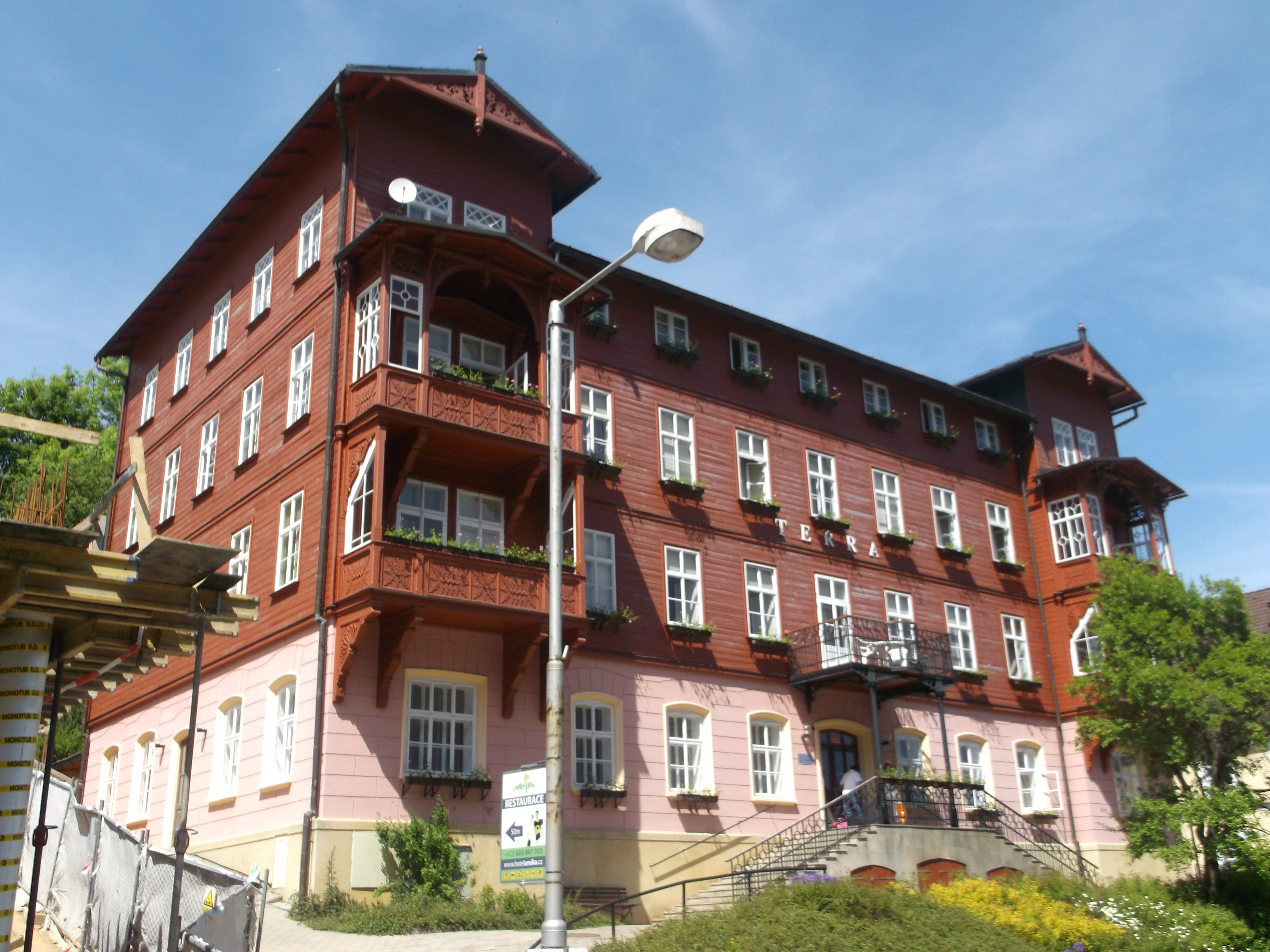
Kurhaus Terra

## Wirtschaft und Infrastruktur
Nach dem politischen Umbruch um 1989 erfolgten auch in Johannisbad einige Reprivatisierungen, die größeren Kureinrichtungen blieben dagegen im Eigentum der Stadt und damit des neu gebildeten tschechischen Staates. In den späten 1990er Jahren wurde die Handelsakademie für körperlich Behinderte ausgebaut, neue hochwertige Hotels entstanden.
Im 21. Jahrhundert ließ die Stadtverwaltung neue Seilbahnen, Liftanlagen und Loipen anlegen, auch Wander- und Radwege sind entstanden. So wurde die Stadt neben der Funktion als Kurort zu einem überregionalen Sport- und Erholungszentrum.